# 町野幸重
町野 幸重（まちの ゆきしげ、生年不詳 - 宝永元年5月20日（1704年6月21日））は、旗本。町野幸宣の三男。左門、酒之丞。母は町野幸和の娘。室は岡部豊明の娘（岡部行隆の養女）。継室は稲葉正吉の娘（寛政重修諸家譜による。断家譜では稲葉正休の娘）。

## 人物
江戸に生まれ、天和3年（1683年）12月、家督を継いだ。
相続時に弟の町野幸次に500石を分知し、残り4,500石を知行した。
貞享元年（1684年）父の幸宣の時代から年貢が重かったが、幸重の代に至り凶作にもかかわらずさらに重税を課したため、海老名郷大谷村名主鈴木三左衛門（鈴木三太夫）が幕府に直訴を企て発覚し、斬首される事件が起こった。
貞享4年（1687年）9月25日駿府加番となり、元禄10年（1697年）閏2月28日、使番となり12月18日に布衣を許された。元禄12年（1699年）7月12日、新番頭となった。元禄14年（1701年）5月大坂城番引渡御用を務め、金三枚時服二羽織を賜った。7月12日に江戸に帰ったが、8月5日、父に対する親不孝により改易となり、加賀国大聖寺新田藩主前田利昌に預けられた。
宝永元年（1704年）、配流先で死去。墓所は善昌寺。法名涼樹院仁徳休心。娘2人をもうけたが、ともに夭折している。すぐ下の弟利有は斎藤利意の養子となり、分家していた次弟幸次は家名存続、三弟幸政（初名幸通）は尾張藩に仕えた（のちに職を辞し利有のもとに）。

## 元禄の事件
元禄時期の事件として赤穂事件が有名であるが、この事件の経緯の中に、当事者の一人である吉良家が本所の屋敷に引っ越しを命じられる、という一件がある。吉良家が新しい屋敷として拝領したのは松平登之助（松平信望。旗本5千石）の元屋敷であったが、直前まで住んでいた松平が転居を命じられた先が、江戸下谷の町野酒之丞、つまり幸重の元屋敷であった。松平は数年前の江戸の大火（勅額火事）で神田佐久間町の屋敷を焼け出され、替地として本所に土地だけを与えられた、と記録されているので、そこに新たに屋敷を造営して、僅か数年で転居させられたことになる。
時系列で並べると、以下のようになる。
- 元禄14年（1701年）8月5日、町野幸重（4千500石）、改易処分となった。
- 8月12日、松平信望（5千石）が下谷の町野幸重の元屋敷を拝領し、本所の屋敷から退去した。
- 8月19日、高家旗本の吉良義央（4千200石）が松平信望の本所の屋敷を拝領し、呉服橋の屋敷から同地に転居した。

結果論ではあるが、町野の改易が無かった場合、吉良家の移転先は別な場所であった可能性がある。本所の吉良屋敷のたまたま隣家であった福井藩御付家老本多長員の家臣に、偶然にも討ち入り実行グループ（いわゆる赤穂浪士）の親族がいた。グループはこの親族を通じて、現場となる吉良家の屋敷の図面を入手しまた吉良家の日常の動向の情報を得ていた、と伝わるが、吉良家が別の屋敷に移転していた場合、これら討ち入りに必要な下準備、情報収集が不可能であった可能性が出てくる。